# مارشال هال
مارشال هال (بالإنجليزية: Marshall Hall)‏ هو كاتب أغاني ومغني أمريكي، ولد في 30 ديسمبر 1970 في ليكسينغتون في الولايات المتحدة.